# Henri Parenteau
Pour les articles homonymes, voir Parenteau.
Henri Parenteau est un homme politique français né le 3 novembre 1800 à Luçon (Vendée) et décédé le 1er mars 1875 à Sainte-Hermine.
Propriétaire terrien, il est conseiller municipal de Sainte-Hermine en 1830 et suppléant du juge de paix. Il est député de la Vendée de 1848 à 1849, siégeant à droite.